# 巴萨尔
巴萨尔是葡萄牙布拉干萨区的一个堂区。总面积24.76平方公里，总人口470人，人口密度19人/平方公里。